# Escaladă pe gheață

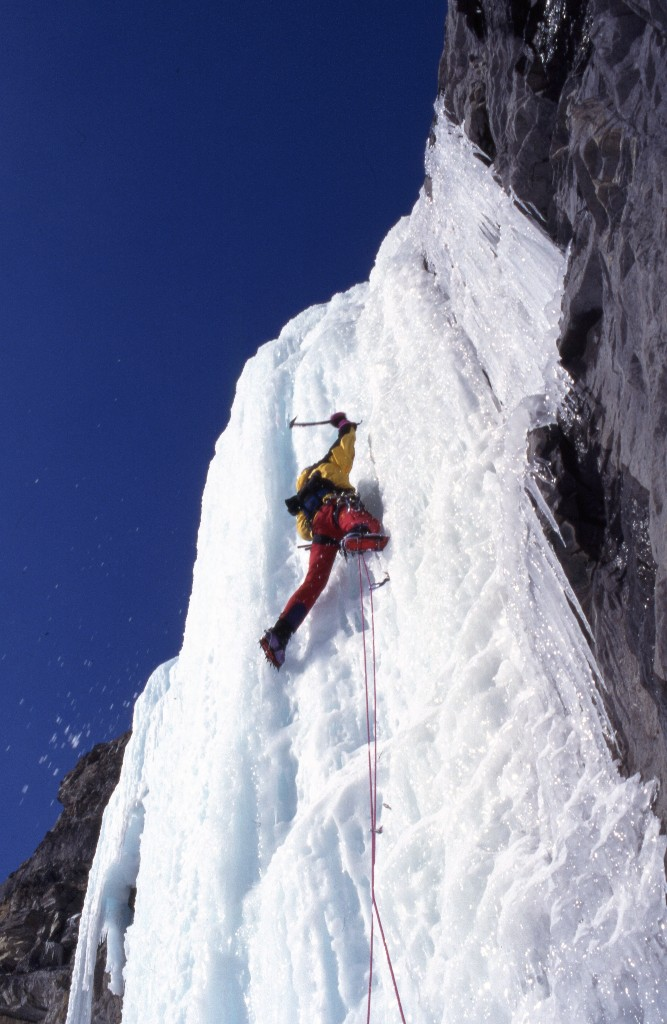
Escaladă pe gheață, ruta Oh le tabernacle din Munții Stâncoși Canadieni

Escalada pe gheață sau cățărare pe gheață (în engleză ice climbing) este o forma de cățărare. Reprezintă ascensiunea unei formațiuni de gheață înclinate. De obicei aceasta implică urcarea folosind echipament tehnic specific și protecții speciale (pioleți, colțari) a unor formațiuni cum ar fi cascade înghețate, stânci și fețe stâncoase acoperite cu gheață provenită din scurgerea apei.

## Echipament
- Bocanci speciali
- Colțari
- Piolet
- Ham
- Cască
- Coardă

## Gradele de dificultate
Cotația franceză se bazează pe principiul cotației cu dublă referință, care face o distincție între anduranță și dificultatea tehnică. 

### Cotația anduranței
Cotația anduranței (seriozității) exprimă angajamentul, distanța, lungimea, dificultatea marșului de apropriere și de retragere, caracterul, continuitatea, numărul lungimilor dificile, echipamentul folosit și riscurile obiective.
- I: Traseu scurt, puțin depărtat, cu retragere ușoară.
- II: Traseu mai lung, cu puține pericole obiective și retragere ușoară.
- III: Traseu lung, retragere delicată. Eventuale riscuri obiective.
- IV: Traseu amplu care necesită experiență in alpinism. Riscuri obiective. Poate avea marș de apropriere lung și retragere complicată.
- V: Traseu lung situat într-un perete mare. Echipa trebue să aibă un nivel excelent de competență pentru a rezolva eficient problemele legate de asigurare și alegerea traseului. Numeroase lungimi dificile și susținute. Retragere dificilă. Coborâre lungă sau dificilă.
- VI: Traseu situat pe o față mare care poate fi parcursă numai de cei buni într-o zi. Nu are practic decât lungimi dificile și susținute. Arareori condiții bune, înaintare complicată, asigurare dificilă. Traseul poate fi expus pericolelor obiective (seracuri).
- VII: Gradul maximal în escalada pe gheață. Trasee lungi care implică bivuac. Lungimi dificile și susținute. Asigurare dificilă, pericole obiective mari, retragere dificilă.

### Gradul tehnic
Gradul tehnic, exprimă dificultatea cea mai mare, lungimea cea mai dură.
- 1: Traseu care prezintă pasaje lungi, inclinație de 60°.
- 2: Traseu care prezină pasaje de 60/70° dar cu posibilități bune de asigurare.
- 3: Traseu care prezintă pasaje de 70/80° cu gheață bună în general. Porțiunile abrupte alternează cu spațiile bune pentru repaus, permițând apmplasarea punctelor de asigurare.
- 4: Traseu care prezintă pasaje de  75/85°, eventual cu o scurtă porțiune verticală. Gheață bună în general și posibilități bune pentru regrupări.
- 5: Traseu care prezintă pasaje susținute și lungi de 85/90°. Necesită o tehnică corespunzătoare.
- 6: Traseu care prezintă o lungime foarte susținută și care necesită o mare maiestrie tehnică. Calitatea gheții poate lăsa de dorit, iar asigurarea și protecția sunt aleatorii.
- 7: Traseu care prezintă o lungime foarte dură. Maiestria tehnică și psihicul solid sunt indispensabile.

## Competiții
International Climbing and Mountaineering Federation (UIAA) organizează anual Campionatul Mondial de Escaladă pe Gheață și Cupa Mondială de Escaladă pe Gheață.